# Пезопорикос
«Пезопорикос» (греч. Πεζοπορικός Όμιλος Λάρνακας) — прекративший существование кипрский футбольный клуб из города Ларнака. Основан в 1927 году. Домашние матчи проводил на стадионе «ГСЗ», вмещающем 13 032 зрителя. В высшем дивизионе Кипра «Пезопорикос» дебютировал в сезоне 1938/39, всего в высшем дивизионе клуб провёл 49 сезонов. Клуб дважды в своей истории побеждал в чемпионатах Кипра и один раз завоёвывал Кубок Кипра. «Пезопорикос» неоднократно принимал участие в еврокубках, но ни разу не преодолевал стартового раунда, и в 14 сыгранных матчах на европейском уровне не одержал ни одной победы. Кроме футбольной команды в спортивном клубе «Пезопорикос» имелись сильные баскетбольная и волейбольная команда, каждая из которых неоднократно были призёрами чемпионатов Кипра. В 1994 году «Пезопорикос» объединился с клубом «ЭПА» и образовал клуб «АЕК»

## Достижения
- Чемпионат Кипра по футболу:
  - Чемпион (2): 1954, 1988.
  - Вице-чемпион (8): 1940, 1953, 1955, 1957, 1958, 1970, 1974, 1982.
- Кубок Кипра по футболу:
  - Обладатель (1): 1970.
  - Финалист (7): 1940, 1952, 1954, 1955, 1972, 1973, 1984.
- Суперкубок Кипра по футболу:
  - Финалист (2): 1954, 1988.

## Выступление в еврокубках
| Сезон   | Турнир          | Раунд |                   | Клуб            | Счёт      |
| ------- | --------------- | ----- | ----------------- | --------------- | --------- |
| 1970/71 | Кубок кубков    | 1R    | Флаг Уэльса       | Кардифф Сити    | 0-8, 0-0  |
| 1972/73 | Кубок кубков    | 1R    | Флаг Ирландии     | Корк Хибернианс | 1-2, 1-4  |
| 1973/74 | Кубок кубков    | 1R    | Флаг Швеции       | Мальмё          | 0-0, 0-11 |
| 1974/75 | Кубок УЕФА      | 1R    | Флаг Чехословакии | Дукла           | отменён   |
| 1978/79 | Кубок УЕФА      | 1R    | Флаг Польши       | Шлёнск          | 2-2, 1-5  |
| 1980/81 | Кубок УЕФА      | 1R    | Флаг Германии     | Штутгарт        | 0-6, 1-4  |
| 1982/83 | Кубок УЕФА      | 1R    | Флаг Швейцарии    | Цюрих           | 2-2, 0-1  |
| 1988/89 | Кубок чемпионов | 1R    | Флаг Швеции       | Гётеборг        | 1-2, 1-5  |